# Kalaat Béni Abbès
Il Kalaat Béni Abbès (L 474) è una LPD (Bâtiment de Débarquement et de Soutien Logistique) della italiana classe San Giorgio migliorata, destinato alla marina algerina. Una seconda unità è in opzione.

## Storia
Nell'agosto 2011 la marina algerina ha ordinato presso Orizzonte Sistemi Navali (società partecipata da Fincantieri e Leonardo-Finmeccanica) una LPD classe San Giorgio migliorata. Il taglio della prima lamiera è avvenuto a Riva Trigoso nel febbraio 2012. Presso la marina algerina la nave è classificata come Bâtiment de Débarquement et de Soutien Logistique (BDSL). Una seconda unità è stata opzionata. MARINALLES, il dipartimento della Marina Militare italiana che segue gli allestimenti per la squadra navale è stato coinvolto nell'allestimento dell'unità in virtù dei programmi di assistenza e cooperazione internazionale nei quali l'Italia è impegnata.
La prima BDSL è stata varata nel dicembre 2013, ed è stata consegnata nel settembre 2014; il 28 marzo 2015 è entrata in servizio alla presenza del Capo di Stato Maggiore delle Forze Armate Algerine e dell'Alto Comando della Marina Militare Algerina.

## Caratteristiche della piattaforma

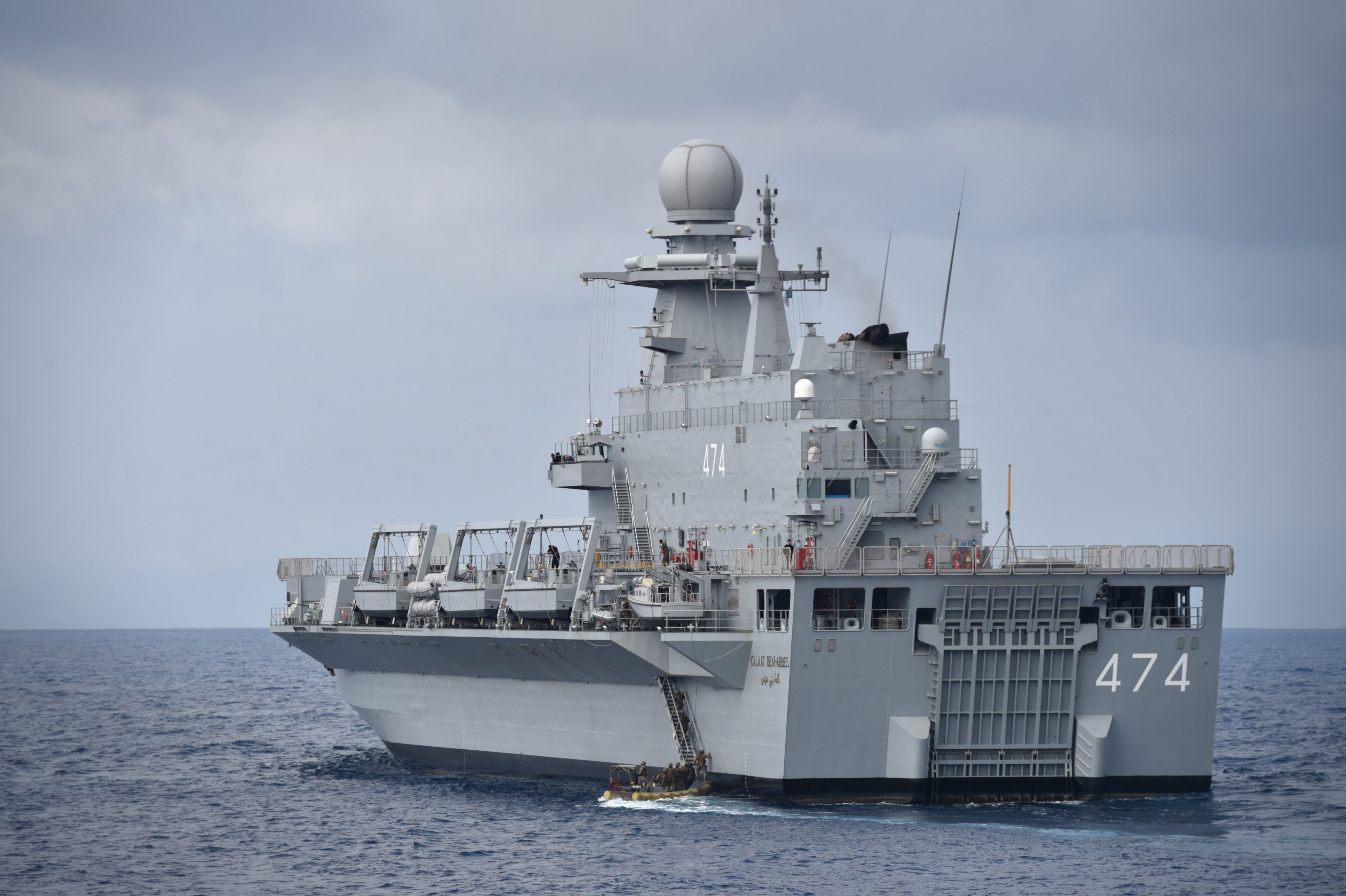
La Kalaat Béni Abbès durante una esercitazione nel Mediterraneo

Tale unità, lunga 143 metri e larga 21,5 e con dislocamento di 9.000 tonnellate (quindi leggermente più grossa delle unità italiane), è caratterizzata dalla presenza di due spot per elicotteri e di un'aviorimessa con possibilità di accesso sia dal ponte di volo tramite elevatore dalla portata di 30t, che dalla banchina tramite portellone (modalità ro-ro). È possibile che siano imbarcati gli elicotteri AW101 recentemente acquistati e in dotazione all'aeronautica militare algerina. Il ponte dell'hangar risulta rinforzato in modo tale da per potere ospitare, oltre agli elicotteri, anche i carri armati tipo T-90 di cui l'esercito algerino è dotato. Per le manovre di sbarco sono previsti tre LCM di costruzione algerina su progetto italiano, e di tre LCVP e due RHIB.
L'apparato propulsivo è incentrato su due diesel Wärtsilä 12V32 da 6 MW l'uno, che consentono di raggiungere circa 20 nodi, mentre l'autonomia a velocità di crociera dovrebbe aggirarsi sulle 6.000 miglia. Sono presenti poi due motogeneratori Isotta Fraschini V1716 C2ME da circa 1,3 MW.
La relativamente massiccia isola è posta come di consueto a dritta e divide idealmente in due il ponte di volo. I due spot per gli elicotteri sono infatti uno davanti ad essa e uno dietro. Accanto all'isola, sulla sinistra, è presente l'elevatore che collega il ponte di volo all'hangar, mentre sul lato di babordo sono presenti i tre LCM. L'isola è sovrastata dall'alberatura ospitante i sistemi elettronici, con in cima il radar KRONOS coperto dal radome sferoidale.

## Elettronica ed armamento
La LPD è dotato di un sistema di CMS (Combat Management System) tipo ATHENA-C, per la gestione del sistema di combattimento, prodotto da Selex ES, che è anche l'azienda responsabile della concezione ed integrazione dell'intero Sistema di Combattimento. Rimarcabile anche la componente antiaerea, con l'installazione del radar 3D KRONOS, ovverosia l'evoluzione “attiva” del radar EMPAR imbarcato sui caccia anti-missile Classe Orizzonte. Tale apparato è destinato alla guida dei missili MBDA Aster 15 e 30 collocati nell'unico lanciatore  ottuplo Sylver A50 posto dietro all'isola; un secondo lanciatore ottuplo potrà essere sistemato a prua dell'isola sulla fiancata destra qualora se ne ravveda la necessità. Al momento tuttavia la Marina Algerina non ha comprato  stock di riserva di ASTER 15 oltre agli 8 in cella .
L'armamento è completato da un cannone da 76/62 mm Super Rapido collocato a prua in torre stealth e da due impianti Oerlikon KBA da 25 mm (OTO 25/80) in funzione anti-barchini.
La suite di guerra elettronica (EW) consiste di un apparato RESM di produzione Elettronica, e comprende anche i lanciarazzi multiplo SCLAR-H, mentre le telecomunicazioni sono di competenza Selex ES. Per la direzione tiro è presente un radar NA-25 di SELEX ES. Di fatto tale componentistica rende questa LPD paragonabile ad una fregata Classe FREMM.
L'equipaggio della nave è di 150 elementi, mentre la capacità di trasporto da sbarco è altri 440 persone.

## Conclusioni
L'unità funge da ammiraglia per la Marina Algerina, è la più potente nave della flotta, e, caso unico per una unità tipo LPD, fornisce protezione al resto della squadra navale, visto che le fregate recentemente acquistate in Germania tipo MEKO A-200 sono dotate solo di missili di difesa punto Umkhonto di produzione sudafricana, non diversamente dalle unità Classe Valour.